# Никола Кръстников
Никола Гаврилов Кръстников е български лекар и психиатър.

## Биография
Роден е на 16 август 1880 г. в Габрово в семейството на опълченец през Руско-турската война и четник при Цанко Дюстабанов, и учителка. Майка му учи в петокласно девическо училище, където ѝ преподават Неофит Рилски, Анастасия Тошева и други. Кръстников завършва Априловската гимназия, където участва в различни кръжоци по биология, психология и история. След като завършва става учител в село Енчовци. Получава стипендия от Русия през 1889 г. с помощта на генерал Николай Столетов „като син на героичния опълченец Гаврил К. Кръстников“. С нейна помощ учи медицина във Военноморската академия на Санкт Петербург, която завършва през 1904 г. Известно време слуша лекции на Иван Павлов и Владимир Бехтерев относно „Лечебното действие на хипнозата“. Когато завършва известно време работи като лекар за потушаване на избухналата холерна епидемия в Тюркмения, тогава част от Русия. След това става асистент в болницата „Света Мария Магдалена“.
През 1905 г. се завръща в България, където служи като войник в Търново. Впоследствие работи на различни длъжности като градски лекар в Търговище и училищен във Велико Търново. Специализира допълнително при Бехтерев и Блуменау през 1913 г. Участва в Първата световна война, след която се премества да живее в София и да работи като невролог и психиатър. Става учредител на Българското психологично дружество през 1921 г. Година по-късно става асистент в Катедра по фармакология. През 1924 г. става главен асистент, а две по-късно и хоноруван доцент към Катедрата по неврология и психиатрия. За кратко става и неин директор.
Умира на 23 септември 1936 г. от мозъчна хеморагия с пробив във вентрикулитеили инфаркт.

## Идеи
Кръстников разработва и своя система от идеи наречена „Учение за психоните“. Целта му е да намери и изясни закономерностите в дейността на нервната система и душевния живот на човека. Опитва се да прилага и психотерапевтичен метод наречен „Лечебното действие на изкуствено предизвиканата репродукция на патогенните преживявания“. Този метод е отпечатан на немски език през 1929 г. и намира широк отзвук в България и в чужбина, където за него се застъпват учени като Фогт и Щьоринг. Кръстников също така се опитва да лекува нервни и душевни заболявания с кислород, като публикува резултатите от опитите в „Кислородно лекуване на токсичните неврити и полиневрити“.